# Alburnus caeruleus
 Alburnus caeruleus és una espècie de peix cipriniforme de la família dels ciprínids que es troba als rius Tigris i Eufrates.